# Distichogorgia
Distichogorgia is een geslacht van neteldieren uit de klasse van de Anthozoa (bloemdieren).

## Soort
- Distichogorgia sconsa Bayer, 1979